# Henry de Lesquen
Pour les articles homonymes, voir Lesquen.
Henry de Lesquen est un haut fonctionnaire, homme politique et dirigeant de radio français, né le 1er janvier 1949 à Kénitra.
Administrateur civil de 1974 à 2013, il est en poste à la ville de Paris de 1984 à 1990.
En 1974, avec notamment Yvan Blot et Jean-Yves Le Gallou, il fonde le Club de l'horloge, un cercle de réflexion dont il prend la tête en 1985 et qu'il renomme Carrefour de l'horloge en 2015. Devenu sa figure principale, il cherche à peser sur la stratégie des partis de droite.
En 2007, il est élu à la présidence de Radio Courtoisie, qu'il oriente davantage à droite. Il en est évincé en 2017.
Se réclamant du national-libéralisme, classé à l'extrême droite,,,, il connaît également un engagement politique direct. Successivement membre de l'Union des démocrates pour la République, du Rassemblement pour la République et du Mouvement pour la France, il est conseiller municipal de Versailles de 2001 à 2014. Après avoir annoncé en 2015 sa candidature à l'élection présidentielle de 2017, il multiplie les déclarations extrémistes et racistes, ce qui lui vaut une certaine notoriété et des condamnations pour provocation à la haine, injures publiques et contestation de crime contre l'humanité.

## Biographie

### Famille
Henry Bertrand Marie Armand de Lesquen du Plessis-Casso est issu d'une ancienne famille de la noblesse bretonne ; d'origine hispanique par sa grand-mère maternelle, Camille Medina,, il est le fils du général de brigade Pierre de Lesquen, ancien élève de l’École polytechnique (promotion 1923), commandant du 31e régiment du génie à Port-Lyautey (aujourd'hui Kénitra) au Maroc sous protectorat français, de sensibilité gaulliste et d'Anne-Marie Huon de Kermadec,. Ses parents habitaient Versailles et le château d'Échauffour dans l'Orne,.
Né à Port-Lyautey le 1er janvier 1949, il est le dernier d'une fratrie de huit, qui comprend notamment Philippe (ancien élève de l'École polytechnique, promotion 1957), Marie-Aline (archiviste et généalogiste) et Louis (maire de Fierville-Bray de 1983 à 2008).
Marié le 18 septembre 1976 à Maud de Villèle, artiste peintre amateur et candidate du Mouvement pour la France (MPF) à plusieurs élections locales,, il s'installe avec celle-ci dans le quartier Saint-Louis à Versailles. Le couple a trois filles et deux fils : Mahaut et Iseut, entrepreneuses, François,, ancien élève de l'École polytechnique (promotion 1999) et de Sciences Po Paris, Roland, haut fonctionnaire et conseiller du ministre de la Justice Éric Dupond-Moretti, et Clélie, avocate, connue pour avoir fait condamner la SNCF pour discrimination envers 848 chibanis, et avec qui Lesquen aurait rompu après qu'elle eut épousé un juif.
Il est « fervent catholique ».

### Formation
Henry de Lesquen fait ses études à l'école Saint-Jean-de-Béthune de Versailles, aux cours Sainte-Marie de Hann et lycée Van-Vollenhoven de Dakar — où il passe son baccalauréat en 1965 —, et enfin, en classe préparatoire, à l'école Sainte-Geneviève (à nouveau à Versailles).
Il intègre l'École polytechnique (59e ex æquo) dans la promotion 1968.
Après avoir obtenu une licence en sciences économiques en 1971 et avoir envisagé de faire de la recherche en mathématiques, il choisit d'intégrer l'École nationale d'administration (ENA) du fait de sa « passion pour les idées politiques ». Étant classé dans le tiers de tête de sa promotion, il est reçu à l'ENA sur une des deux places réservées aux polytechniciens dans la promotion Simone-Weil de 1974,.

### Carrière professionnelle

#### Premiers pas
Affecté au corps des administrateurs civils, Henry de Lesquen est chargé du bureau de la programmation des autoroutes au ministère de l'Équipement (1974-1978), puis titulaire du budget de l'industrie (1978-1979).
Il est ensuite affecté à la direction du budget, au ministère des Finances, en tant que chef du bureau des énergies, des matières premières et de la chimie (1979-1983).
En parallèle à ces activités, il est, de 1978 à 1987, maître de conférences en économie à l'Institut d'études politiques de Paris,.

#### À la ville de Paris
En 1984, il est détaché auprès de la ville de Paris, où il devient sous-directeur des finances. En décembre 1986, il est présent à ce titre à la séance du Conseil de Paris consécutive à la mort de Malik Oussekine ; il refuse de participer à la minute de silence proposée par le président de séance, Jean Tiberi, et sort.
En 1987, il est nommé par Jacques Chirac, alors maire de la ville, au poste de secrétaire général de l'Office public d'aménagement et de construction de Paris (OPAC), auprès du directeur général Georges Pérol. Il occupe cette fonction jusqu'en 1990. Il est alors accusé d'avoir mis en place une politique de quota dans l'attribution des HLM en défaveur des individus immigrés.

#### Retour dans les ministères
En 1991, il est nommé membre de la mission de contrôle des organismes agricoles du service du contrôle d'État au ministère des Finances.
Il passe en 1996 à la mission de contrôle économique et financier auprès des organismes d'intervention de l'agriculture et de la pêche.
Il est affecté en 2003 à la mission de contrôle économique et financier Sécurité sociale, action sociale, santé.
Il intègre en 2009 deux missions (Santé et Financement de la Sécurité sociale et cohésion sociale) au ministère de l’Économie, des Finances et de l'Industrie.
Il rejoint en 2012 la mission Couverture des risques sociaux, cohésion sociale et sécurité sanitaire.
Le 1er juillet 2013, il est admis à la retraite.

### Engagement public et politique

#### Activités associatives

##### Club puis Carrefour de l'horloge

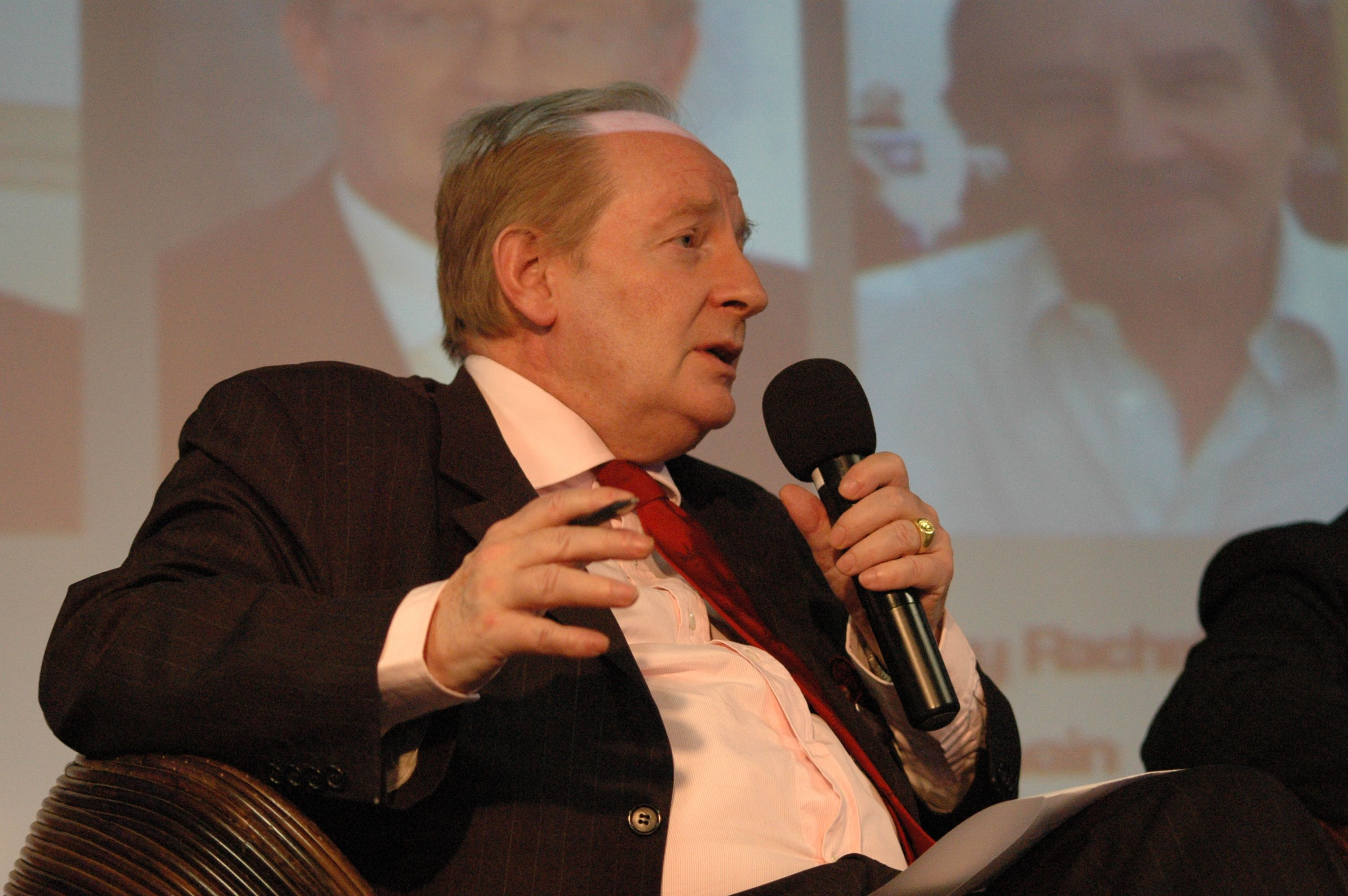
Yvan Blot, cofondateur du Club de l'horloge.

Henry de Lesquen commence par suivre la Semaine de la pensée libérale, qui est organisée chaque année entre 1968 et 1974.
Il dit s'être lié en janvier 1972 avec Jean-Yves Le Gallou, camarade de promotion de l'ENA, en discutant de la peine de mort lors d'un séjour à Font-Romeu, en présence de Xavier Ousset. Selon leur camarade Jean-Claude Lesourd, bien qu'il professe des idées de droite, il n'apparaît à cette époque « pas du tout comme militant ». Il forme avec Le Gallou le projet du Club de l'horloge vers 1972-1973.
Le Club est fondé le 10 juillet 1974 à l'occasion d'une réunion au domicile d'Yvan Blot,. Regrettant l'emploi d'un mot anglais, il propose le nom de « Cercle de l'horloge », mais qui n'est pas retenu ; il est présenté comme l'un des six membres fondateurs, avec cinq autres anciens élèves de l'ENA : Jean-Paul Antoine, Didier Maupas, Yvan Blot, Jean-Yves Le Gallou et Bernard Mazin (ces trois derniers étant anciens membres du Groupement de recherche et d'études pour la civilisation européenne). Les statuts ne sont officiellement déposés à la préfecture de police de Paris que le 14 février 1975, par Lesquen et Didier Maupas.
Les membres du Club souhaitent se démarquer du GRECE, dont ils critiquent le projet « métapolitique à long terme », en recherchant des résultats plus immédiats et en promouvant l'entrisme au sein des partis politiques tels que le Rassemblement pour la République (RPR) et l'Union pour la démocratie française (UDF),. Selon Pierre-André Taguieff, « à bien des égards, le Club de l'Horloge est né d'une dissidence à l'intérieur du GRECE, conduite par ceux qui ne voulaient pas séparer leur carrière politique de leur participation à une entreprise de refondation culturelle ». Selon Matthieu Laurent, les fondateurs du club partagent « l’intérêt du GRECE pour la biologie, la sociobiologie, la justification des inégalités et des hiérarchies « naturelles », la référence à Gramsci sur le rôle des intellectuels ».
L'ouvrage La Politique du vivant, publié en 1979 sous la direction d'Henry de Lesquen, s'appuie ainsi, selon Tom McCulloch, sur les thèses développées par le GRECE dans les années 1970 en matière de sociobiologie, de déterminisme génétique et de darwinisme social, en « revendiquant une crédibilité scientifique à la thèse que les sociétés humaines étaient naturellement inégales, hiérarchisées, antagonisées et ne survivant que grâce à la compétition ». Le Club adopte « progressivement une orientation très différente de celle du GRECE, tant sur le plan de l’analyse que de la stratégie d’action politique », préférant à la troisième voie prônée par le GRECE « un libéralisme économique fortement teinté de nationalisme ». Selon Alexandre Reynes, si ses fondateurs rompent « en apparence avec l'indo-européisme et le paganisme », le Club de l'horloge « partage cependant avec le GRECE l'anti-égalitarisme et le différentialisme identitaire qu'il traduit en une « préférence nationale » ». Selon Fiammetta Venner, le club est « resté jusqu'en 1979-1980 dans l'orbite du GRECE. Mais, à la suite d'une campagne de presse en 1979, le Club de l'Horloge a tenu à prendre ses distances avec la Nouvelle droite ». Jim Wolfreys ajoute que le cercle fait ainsi preuve d'une plus grande conscience tactique que le GRECE, en prenant ses distances à l'égard de ce dernier. Lesquen déclarera en 2010 que cette campagne de presse eut selon lui « un chef d'orchestre clandestin », évoquant « le CRIF ».
Cette même année 1979, dans le cadre de cette campagne de presse, il participe, aux côtés notamment d'Alain de Benoist à une émission d'Apostrophes consacrée à « la nouvelle droite », où il représente le Club de l'horloge et présente La Politique du vivant. Devant une remarque de Georges Hourdin au sujet de l'Ordre nouveau, il doit « avouer son ignorance » ; sa prestation est jugée défavorablement tant par Rivarol que par Claude Sarraute dans Le Monde,.
Il se charge d'examiner les candidatures à la qualité de membre du Club de l'horloge jusqu'en 1985 (date à laquelle il est remplacé par Jean-Antoine Giansily) ; il est alors le « recruteur et idéologue du Club », selon l'expression de Germaine Dupont. Il préside ses commissions Sciences de la vie, puis République. D'abord vice-président du club, il en devient président le 11 juin 1985,. Dans cette période, selon Tom McCulloch, les distances prises avec le GRECE au sujet du néo-libéralisme s'estompent, le club dénonçant, sous la plume d'Henry de Lesquen, le « cosmopolitisme » dans lequel le gouvernement socialiste dissoudrait la nation et partageant avec le GRECE la défense de l'identité nationale contre les menaces insidieuses du matérialisme et de l'islam,.
En 1987, il signe dans Le Monde une tribune en défense du référendum d'initiative populaire, théorisé en France dans les rangs du Club de l'horloge ; Maurice Duverger lui donne la réplique, en lui reprochant de vouloir « affaiblir la démocratie par une agitation démagogique ».
En 1991, il polémique avec Alain de Benoist dans les colonnes d'Éléments : ce dernier reproche notamment au Club de l'horloge d'avoir renoncé à faire référence à l'économiste antilibéral François Perroux, et de lui préférer Friedrich Hayek, et d'entretenir diverses contradictions (entre le « libre-échange » et le « respect des frontières », la « vision du monde des sociétés indo-européennes » et « celle du christianisme ») ; Lesquen lui répond en jugeant ses propos « inacceptables », et en considérant que les positions du Club de l'horloge « n'ont pas varié depuis Les Racines du futur » (ouvrage de 1977). Cette polémique marque, selon Philippe Lamy, la véritable rupture entre le Club de l'horloge et le GRECE ; Jean-Claude Bardet tentera de réconcilier les deux personnages, mais en vain.
À la fin des années 1990, c'est à son initiative qu'est arrêtée la liste définitive des « maîtres à penser » du Club de l'horloge : Philippe Lamy relève qu'elle comprend des « auteurs de la contre-révolution » (Edmund Burke et Hippolyte Taine), des « inspirateurs de la nouvelle droite » (Julien Freund, Arnold Gehlen, Gustave Le Bon, Konrad Lorenz, Jacques Monod, Vilfredo Pareto, Carl Schmitt), et des « penseurs de l'ultra-libéralisme de l'école autrichienne » (Friedrich Hayek, Ludwig von Mises),.
En 1999, paraît sous sa férule Penser l'antiracisme, issu d'un colloque du Club tenu onze ans plus tôt ; c'est l'occasion de voir resurgir les « thèses sur la sociobiologie » des années 1970, et de mettre à l'ordre du jour une dénonciation du « cosmopolitisme », nouvelle expression idéologique de la gauche, selon Lesquen, après l'effondrement du communisme, qui met en branle « l'action contre la famille, la libération des mœurs, la promotion de l'homosexualité, de l'avortement, le mariage homosexuel, l'immigrationnisme ». Le dernier ouvrage du Club, publié en 2004 sous sa direction, Le Club de l'horloge : trente ans de combat pour les idées politiques, 1974-2004, dresse une rétrospective de ses activités depuis l'origine.
En octobre 2009, à l'occasion de l'université d'été annuelle du Club, il développe ses thèses sur la superclasse mondiale, qu'il définit comme « un réseau de quelques dizaines de millions de personnes, déracinées et dénationalisées, qui entretiennent des relations régulières », et qui, s'appuyant sur le cosmopolitisme, veulent imposer « un monde uniformisé et sans racines, abolissant toutes les distinctions pour ne plus connaître qu'un seul discriminant », l'argent. Ce thème, s'inscrivant pour Philippe Lamy dans le « mythe du complot permanent », « séduit une large partie de l'extrême droite » : Marine Le Pen le reprend dans son discours d'investiture à la présidence du FN lors du congrès de Tours de 2011, tandis que le discours de Lesquen est reproduit sur François Desouche et Novopress. Selon Lesquen, le projet de la superclasse mondiale s'exprime notamment à travers le « dogme du réchauffement climatique ».
À l'automne 2015, le Club de l'horloge est rebaptisé « Carrefour de l'horloge », et fusionne avec Voix des Français, SOS Identité et le Mouvement associatif pour l'union de la droite.

##### Associations satellites

###### SOS Identité
En janvier 1989, il fonde SOS Identité, qui édite La Lettre de SOS Identité (1990-1998) et avec laquelle il entend « concourir au maintien et au développement de l'identité française »,. En 1990, alors qu'il est secrétaire général de l'OPAC, il diffuse sous le sceau de l'association un tract polémique, où il affirme que « la campagne antiraciste [ayant alors cours] est en réalité antinationale et outrageante pour les Français », qui fait s'interroger certains observateurs sur les critères d'attribution des logements sociaux à Paris.
Sophie Body-Gendrot relève dès 1993 que l'association demande « le retour dans leur pays d'origine des immigrés […] qui ne peuvent ou ne veulent assimiler les mœurs et les valeurs de la France ». En 1996, l'association compte 15 000 membres. Pierre Millan, par ailleurs responsable du Club de l'horloge, est le vice-président de l'association. Une antenne verra par ailleurs le jour en Belgique, sous l'égide de Patrick Sessler.
En 2010, il explique : « Nous voulions une association plus ouverte et thématique [que le Club de l'horloge], avec du marketing direct. Nous avons commencé en 1988 par un publipostage sur le code de la nationalité, ensuite nous avons créé une association spécialisée. Nous avons investi beaucoup, [mais] nous avons laissé tomber. » Il ajoute que l'association a été en fait remplacée par Voix des Français.

###### Mouvement associatif pour l'union de la droite
En mai 1998, il crée le Mouvement associatif pour l'union de la droite (MAUD).
La même année, sous couvert de cette association, selon Renaud Dély, il « inonde […] de courrier » le siège de La Droite à Lyon, le mouvement nouvellement créé de Charles Millon.
À l'occasion de l'élection présidentielle de 2002, toujours sous le label du MAUD, il propose « aux candidats de droite » de signer une pétition mêlant « stigmatisation de l'insécurité », « tolérance zéro », « attaque en règle contre la politique socialiste » et « appel au rassemblement de la droite ».

###### Voix des Français
En 2001, il succède à Paul Lambert comme président de l'association anti-immigrationniste Voix des Français (fondée sous le nom de « Renaissance 95 » en 1993).
L'association publie un bulletin, La Voix des Français. Son comité d'honneur comprend notamment Denise Artaud, Michel Carage, Albert Chambon, Augustin Jordan ou Pierre Milloz. Pierre Millan, cette fois-ci porte-parole, devient son principal animateur, et l'auteur de la plupart de ses textes. Jugée « fantomatique » par Philippe Lamy, elle est l'occasion pour Lesquen « d'inviter dans ses émissions de Radio Courtoisie plusieurs de ses proches sous différentes étiquettes ».

##### Autres activités
En 1983, à l'occasion de la réforme du 3e concours d'entrée à l'ENA, il fonde avec Antoine et Le Gallou l'Association de défense des anciens élèves de l’ENA, domiciliée au siège du Club de l'horloge.
En 1988, il accepte de figurer comme vice-président de l'Association pour le développement de la démocratie directe fondée par Yvan Blot.
En novembre 1989, il participe à Nice aux Assises internationales de la désinformation, organisées par l'Institut d'études de la désinformation et soutenues par la municipalité de Jacques Médecin.
Il figure parmi les « experts » intervenant à l'occasion des états géneraux de l'opposition sur l'immigration, le 31 mars 1990 à Villepinte.
À partir de 1996, il appartient au groupe X-Démographie, économie, population (X-DEP), agréé par l'Association des anciens élèves et diplômés de l'École polytechnique.
En septembre 1998, il devient membre du Conseil national souverainiste, émanation de l'Alliance pour la souveraineté de la France ; son suppléant est Gérard Hannezo.
En 2012, il fait partie des parrains du projet Notre antenne, qui donnera naissance en 2014 à TV Libertés.
Il est par ailleurs adhérent du Cercle renaissance et membre de son comité de parrainage,,, ainsi que membre de l'Association des anciens élèves et diplômés de l'École polytechnique et de l'Association d'entraide de la noblesse française (ANF),. Michel Dufourt note enfin qu'il est « un habitué des assemblées générales et des colloques publics organisés par l'Aleps ».

#### Radio Courtoisie
Invité régulier de Radio Courtoisie depuis sa création en 1987, il y fonde, le 2 octobre 2003, le Libre journal des idées politiques,.
Il devient membre du conseil d'administration de la radio en 2005. Le 13 janvier 2007 — à la suite de la mort, en octobre de l'année précédente, du fondateur de la station Jean Ferré, et conformément au vœu de ce dernier —, il devient président de Radio Courtoisie, succédant à l'intérimaire Christian Langlois. Son arrivée à la présidence s'accompagne de l'exclusion de Claude Reichman, patron d'émission sur la station depuis 1994, et d'Olivier Pichon, directeur du Libre journal des lycéens, créé en 1987, pour lui avoir reproché de tenir à l'écart des décisions les directeurs d'émissions et l'avoir accusé de vouloir se servir de la radio comme tremplin pour ses ambitions politiques. Paul-Marie Coûteaux lui reconnaît plus tard le mérite d'avoir « apur[é] les comptes et, par la grâce d’internet, développ[é] la radio ».
Le Libre journal d'Henry de Lesquen, diffusé le lundi soir, succède également à celui de Jean Ferré en novembre 2006. Il accueille la chronique de Jean Dutourd (2006-2007), puis celle — bimensuelle puis hebdomadaire — dite « du grand large » de Patrick Simon (2007-2017). Lesquen s'accompagne longtemps de la présence « quasi-régulière » de Jean-Yves Le Gallou.
La gestion de Radio Courtoisie par Lesquen s'accompagne de ce que Les Inrockuptibles analysent comme une nette « [réorientation de] l’antenne à l’extrême droite ». En 2007, il crée le « bulletin de réinformation », qu'il confie à Jean-Yves Le Gallou. En 2012, l'émission qu'il dirige fait l'objet, en raison de propos jugés discriminatoires, d'une mise en demeure de la part du Conseil supérieur de l'audiovisuel (CSA) — qui est confirmée par le Conseil d'État en 2014,. En 2013, une autre mise en demeure concerne des propos jugés islamophobes,,.
En tant que président de Radio Courtoisie, il considère la station comme une radio « métapolitique », ou de « résistance culturelle », et un prolongement du Club de l'horloge. Il bannit de l'antenne le rock, le rap ou le jazz, qu'il qualifie de « musique brutale ».
En 2013, il démet le patron d'émission Thierry Bouzard pour avoir diffusé à l'antenne la chanson Shoananas de Dieudonné, condamnant à cette occasion des « provocations inacceptables ». Natacha Chetcuti-Osorovitz et Fabrice Teicher relèvent qu'il « essaie de condamner et soutenir à la fois Dieudonné dans un véritable numéro d’équilibriste idéologique », d'une part en le qualifiant de « mulâtre » et de « parangon du cosmopolitisme », et d'autre part en le soutenant contre les attaques judiciaires dont il est l’objet pour avoir « tourné en dérision la religion de la Choah ».
À partir de 2016, sa déclaration de candidature à l'élection présidentielle et ses multiples déclarations polémiques ont des répercussions sur Radio Courtoisie. Plusieurs responsables d'émission réclament alors son départ. Le 9 juin, Paul-Marie Coûteaux publie sur Le Salon beige une lettre ouverte, dans laquelle il l'accuse de nuire à la station par ses déclarations en faisant fuir auditeurs et invités, et qualifie son comportement de « pain béni [sic] pour tous [leurs] adversaires, qu’il s’agisse du système médiatique, des droites modérées gangrenées par la « pensée unique » et, bien entendu, de toutes les gauches ». Deux jours plus tard, Coûteaux cosigne sur le même site, avec plusieurs autres responsables d'émissions, un appel réclamant sa démission. En réaction, Lesquen le renvoie. Le 22 juin, une nouvelle lettre signée par des responsables d'émissions lui demande de démissionner ; Jean-Yves Le Gallou, quant à lui, indique ne pas être certain de reprendre à la rentrée l'animation de son « bulletin de réinformation ». Henry de Lesquen présente cette querelle comme une « cabale des dévots […] fomentée en sous-main par les nazis néopaïens et anti-chrétiens de TV Libertés » (bien qu'il soutînt originellement le projet de ce média) et assure vouloir être « candidat à [sa] réélection » à la présidence de la station en 2017. En octobre, il déclare à Marianne que « les purges sont terminées ».
Le 1er juillet 2017, candidat à sa succession à la présidence de Radio Courtoisie, il n'est pas réélu au sein du conseil d'administration, qui choisit alors Dominique Paoli pour lui succéder à la présidence. Deux jours plus tard, il annonce dans son libre journal renoncer à cette même émission et quitter la station, en dénonçant « un putsch manigancé par un trio d’individus envieux et incompétents » et en qualifiant la nouvelle direction de la radio d'« équipe de bras cassés ». Rivarol lui apporte son soutien. Dominique Paoli déclare quant à elle : « Nous sommes heureux d’avoir écarté ses excès et ses déclarations intempestives, qui nous ont souvent choqués ».

#### Engagement politique

##### Entre droite et extrême droite
Défenseur du national-libéralisme,, il se réclame de l'école autrichienne d'économie et se présente comme un homme de droite favorable à l'union de celle-ci avec le Front national (FN),. S'il rejette l'étiquette d'extrême droite,,, celle-ci lui est couramment attribuée,,,,. Pascal Perrineau le situe dans la famille nationaliste.
Il est d'abord membre de l'Union des démocrates pour la République (UDR), où il est chargé de la formation. L'UDR s'étant dissoute en 1976, il passe au Rassemblement pour la République (RPR) en 1977, qu'il quitte en 1985. La même année, il devient proche de Jules Monnerot.
Le 9 octobre 1987, il est auditionné par la Commission de la nationalité, lors d'une séance qu'Évelyne Ribert qualifie d'« un peu houleuse », où il est pris à partie par Hélène Carrère d'Encausse, et Salem Kacet. L'année suivante, il organise avec le Club de l'horloge un « référendum postal » sur cette question, « pour ne pas laisser au lobby de l'immigration le monopole de la parole ».
Dès 1990, il s'oppose à la loi Gayssot, qualifiée de « scandale pour l'intelligence » et de « honte pour la conscience morale ».
En 1991, il intervient à l'Institut de formation national, structure dépendant du FN, pour évoquer le sujet « Immigration et déracinement culturel ».
En 1994, il s'exprime devant les Jeunes indépendants et paysans sur le thème « Travail et emploi ».
En avril 1998, il signe le manifeste lancé par Alain Dumait et Claude Reichman en faveur de l'« entente à droite ». En août de la même année, il intervient à l'université d'été du Front national à Toulon, à propos de l'« union de la droite » ; il défend le principe de « discipline nationale », et l'idée d'un « programme commun de gouvernement ».
Il signe le « Manifeste en faveur de la messe tridentine » qui paraît en décembre 2006 dans Le Figaro.
Vers la même période, il se met à conseiller Philippe de Villiers ; son intervention est remarquée, en décembre 2004, à une réunion publique organisée à Paris par ce dernier pour le lancement de sa campagne pour le « non » au référendum français sur le traité établissant une constitution pour l'Europe. Henry de Lesquen devient membre du Mouvement pour la France, et prononce une conférence devant les Jeunes pour la France. Philippe Lamy suggère que le centrage de la campagne présidentielle de Villiers en 2007 autour du thème de l'islamisation (qui se traduit également par la publication des Mosquées de Roissy) pourrait lui avoir été soufflé par Lesquen. Cette hypothèse est corroborée par ce propos de Lesquen à Villiers, rapporté par Éric Branca et Arnaud Folch : « Si tu laisses à Le Pen créneau de l’immigration, tu es mort ! […] C'est le seul sujet sur lequel tu peux te distinguer du ou des autres candidats de droite ».
En 2009, il affirme dans un article sur le site de Voix des Français que la « question raciale est aujourd'hui centrale », citant la phrase attribuée par Alain Peyrefitte à Charles de Gaulle : « Nous [les Français] sommes avant tout un peuple européen de race blanche, de culture grecque et latine et de religion chrétienne ».
En 2010, il signe une pétition du Forum pour la France demandant l'abrogation du traité de Lisbonne. La même année, il critique l'éventualité d'une prise de contrôle du FN par Marine Le Pen, jugeant dans Minute que si elle succède à son père, « elle passera à la trappe comme Jean-Marie Le Pen ». Dans le même temps, il se montre violemment critique envers Nicolas Sarkozy et la droite de gouvernement, qu'il estime ralliés « à l'idéologie dominante, celle de la superclasse mondiale ». Ce positionnement est mis en cause par son ami Yvan Blot, qui lui reproche de ne pas respecter la ligne de conduite du Club de l'horloge, qui consiste à ne pas désigner d'« adversaire à droite ».
En mars 2012, il participe aux Assises de la France en danger organisées par le Bloc identitaire,. À l'occasion de l'élection présidentielle, il appelle à voter au premier tour « pour la droite populiste, c'est-à-dire Frédéric Nihous, Nicolas Dupont-Aignan ou Marine Le Pen », en excluant tout suffrage en faveur de Nicolas Sarkozy, puis à voter blanc au second tour.
Le 21 mai 2013, avec Philippe Conrad, Jean-Yves Le Gallou et Bernard Lugan, il découvre au siège de Radio Courtoisie le texte laissé par Dominique Venner après son suicide. Il déclare peu après espérer que « de ce geste naîtront un éveil des consciences et un mouvement », et participe à l'hommage rendu à Venner, où il salue ses « camarades de combat ». La même année, il apporte le soutien de sa radio à La Manif pour tous.
En janvier 2014, il participe au 2e colloque de Souveraineté, identité et libertés, organisé par Paul-Marie Coûteaux, sur le thème « L'universel déni des identités ».
Après avoir soutenu Marine Le Pen, il revient sur sa position quand le militant homosexuel Sébastien Chenu rejoint en décembre 2014 le Rassemblement bleu Marine. Par la suite, il accuse le FN d'être devenu « un lupanar pédérastique » « dirigé par une coterie d’homosexuels »,, et qualifie Marine Le Pen de « femme de gauche » « inculte » qui « s'éclate en écoutant de la musique nègre en boîte de nuit ».
Après les élections départementales de 2015, il attribue l'échec du FN au « discours étatiste et chevènementiste de Florian Philippot ». À l'occasion des élections régionales de décembre 2015, il appelle à faire « barrage à la classe politique cosmopolite » et à « voter Front national dans 10 des 12 régions,,, ». Cette même année, peu avant l'exclusion de Jean-Marie Le Pen du FN, il prend la défense de ce dernier en déclarant que les « réactions hystériques » des dirigeants frontistes après son entrevue dans Rivarol sont le symbole de « leur soumission au système ».

##### Conseiller municipal de Versailles
En juin 2000, il fonde l'Union pour le renouveau de Versailles (URV), dont il devient le président. En mars 2001, se présentant pour la première fois au suffrage universel, il dirige une liste divers droite (DVD) pour l'élection municipale à Versailles, qui obtient le soutien du Mouvement national républicain (MNR), de Bruno Mégret et sur laquelle figure Albert Chambon. Sa liste, qui provoque une triangulaire, obtient 26 % des voix au second tour et sept élus, dont l'athlète Luc Baggio et le journaliste/dessinateur de presse Philippe Colombani, dit Aramis,. Dans le même temps, candidat dans le canton de Versailles-Nord, il est battu par Alain Schmitz avec 31,55 % des voix,.
À la suite de Bruno Mégret, qui l'appelait de ses vœux en 1997,, il revendique avoir lancé, dans le bulletin municipal de la commune, le concept de « réinformation », qui donne par la suite son titre au bulletin de Jean-Yves Le Gallou sur Radio Courtoisie et est popularisé sur Internet par des sites d'extrême droite ou conspirationnistes,. Les Inrockuptibles confirment qu'il est « l'un des premiers, avec Jean-Yves Le Gallou, à avoir parlé de « réinformation » et de « réinfosphère ».
En mars 2004, candidat aux élections cantonales à Versailles-Nord-Ouest, il est battu au second tour en triangulaire avec 25,51 % des suffrages. À cette époque, il est proche de Philippe de Villiers.
En 2006, lorsque le maire de Versailles, Étienne Pinte, lance le projet d'une cérémonie en hommage aux harkis, Henry de Lesquen publie une lettre ouverte intitulée « Pas vous, pas ça, M. Pinte ! », dans laquelle il lui reproche d'avoir « déserté » en se soustrayant volontairement à l'appel du contingent lors de la guerre d'Algérie (Étienne Pinte avait à l'époque la nationalité belge). Il est condamné pour diffamation envers le maire, en première instance puis en appel, à 1 500 euros d'amende et 2 000 euros de dommages et intérêts,.
En juin 2007, au sortir du conseil municipal de Versailles, après que celui-ci lui eut tapé sur l'épaule, il assène un coup de poing au visage de l'adjoint Jean-Baptiste Marvaud,,, ; ce dernier dépose plainte, sans suite.
Le 14 novembre 2007, il annonce sa candidature à l'élection municipale des 9 et 16 mars 2008 à Versailles. La liste URV qu'il mène, classée cette fois-ci à l'extrême droite (EXD), bénéficie du soutien du MPF et appelle à une « révolution orange » en accusant la municipalité sortante de « détruire Versailles ». Anne Brassié figure parmi ses colistiers. La liste URV provoque comme en 2001 une triangulaire, et obtient 13,85 % au premier tour et 13,23 % au second tour. Réélu au conseil municipal avec deux de ses colistiers, Lesquen ne se représente pas lors des élections municipales de 2014.

##### Radicalisation et accès à la notoriété

###### Tentative de candidature à la présidentielle
En avril 2015, une page Facebook et un compte Twitter intitulés « Henry de Lesquen 2017 » voient le jour afin de soutenir sa « candidature virtuelle » à l'élection présidentielle de 2017,,,. À cette occasion, il propose notamment de mettre en place la « réémigration » — c'est-à-dire le retour massif et contraint des immigrés dans leur pays — d'abroger le droit d'asile et la « législation antiraciste », de restaurer la primauté du droit national sur le droit international, de privatiser l'enseignement, et de supprimer le code du travail.
Début 2016, ses propositions sur son site de campagne, ainsi que ses nombreuses publications sur Twitter, attirent l'attention des médias : le candidat préconise en effet de raser la tour Eiffel — qu'il juge « affreuse » —, de rétablir la peine de mort pour les meurtres, le terrorisme et le trafic de drogue, d'annexer la Belgique et le Luxembourg, de punir l'avortement, de supprimer le SMIC, de lutter contre le « prétendu art contemporain » ou « art dégénéré », ou de bannir la « musique nègre » — dans laquelle il classe « le jazz, le blues, le rock 'n' roll et bien sûr l'immonde rap » — des médias publics,. L'Humanité le qualifie de « raciste sans envergure ni courtoisie » qui « éructe sans vergogne la haine de l’autre », et juge qu'il représente « le pire du pire » de « la droite française ». Les Inrockuptibles décrivent ses messages sur Twitter comme « si violents parfois qu’ils en deviennent absurdes, donnant l’impression qu’il s’agit de comptes parodiques de très mauvais goût ». Le 17 mars 2016, Guillaume Meurice diffuse dans son émission sur France Inter un entretien avec Henry de Lesquen, dans laquelle ce dernier revient sur sa volonté d'éviction de la « musique nègre » et son opposition au salaire minimum, et justifie l’esclavage en déclarant que « si [nos ancêtres] ont accepté l'esclavage, c'est qu'ils ne pouvaient pas faire autrement », et que « [ceux] qui étaient esclaves […] préféraient être serfs que mourir de faim ».
Le 9 avril 2016, à Bagnolet, il intervient lors du banquet anniversaire des 65 ans de Rivarol. Lors de son allocution, il revient sur la question de la « musique nègre » pour laquelle il réclame l'arrêt des subventions publiques, car elle « stimule les mêmes zones du cerveau que la sexualité » et constitue donc « une musique obscène de part en part »,,,.
Toujours en avril 2016, concédant à Libération qu'il n'a « aucune chance » de recueillir les 500 parrainages, il dit envisager de se présenter à la primaire des Républicains organisée au mois de novembre. Il compare sa candidature à celle de Donald Trump aux États-Unis, et dit vouloir fonder avec le républicain américain « un nouvel ordre international respectueux des nations ».
Au moment de sa candidature, il se présente comme le président de l'association — non déclarée — « Parti national-libéral ». Une formation portant ce nom n'est déclarée à la préfecture de police de Paris que le 27 mai 2017. En juin 2018, alors que le lancement du PNL est en préparation, Nicolas Lebourg relève qu'il « pousse le goût de la « private joke » jusqu'à avoir un logotype où ses initiales évoquent la « rune du loup » utilisée jadis par la division Das Reich ». Le parti national libéral partage la même adresse : le 4, rue de Stockholm, dans le huitième arrondissement de Paris avec le Carrefour de l'Horloge, autre association dont Henry de Lesquen est fondateur et président.
Le 7 septembre 2016, la veille de la date limite d'enregistrement des candidatures, il annonce qu'il se présente à la « primaire de la droite et du centre » en tant que « candidat de la vraie droite », et menace de « saisir le tribunal de grande instance pour faire valoir le droit » s'il n'était pas retenu. Entre les deux tours de la primaire, il se prononce en faveur de François Fillon.
Début mars 2017, il annonce son retrait en faveur de François Fillon et appelle à soutenir ce dernier « contre l'oligarchie cosmopolite » et pour « barrer la route à Macron »,,,. À la suite du premier tour de l'élection présidentielle, il appelle à voter Marine Le Pen « contre Macron, candidat de l'oligarchie cosmopolite ».
En mai 2018, Vice note que ses idées séduisent surtout « un aréopage de jeunes », les « Jeunesses lesquenistes ».
Fin 2018, au nom de son refus de l'« excès de taxes, surtout pour financer un délire climatiste », il soutient le mouvement des Gilets jaunes, en qui il voit « des Français d'ancêtres français ».

###### Procès
Fin 2016, l'ensemble des propos publiés sur son compte Twitter et sur son site lui vaut d'être poursuivi en justice pour « injures publiques, provocation à la haine raciale et contestation de crime contre l’humanité » ; en janvier 2017, le tribunal correctionnel de Paris le juge coupable de ces faits, pour lesquels il est condamné à 16 000 euros d'amende et de « dommages et intérêts aux associations luttant contre le racisme »,. En appel, l'amende est ramenée à 6 000 euros, tandis qu'il est relaxé du chef d'« injures publiques ». En juin 2017, il est également relaxé pour un tweet sur les migrants qui lui avait valu d'être poursuivi pour provocation à la haine.
Cette radicalisation entraîne des inquiétudes au sein de l'équipe de Radio Courtoisie, non seulement sur l'image de la station mais aussi sur les dons des auditeurs, qui en constituent le seul mode de financement. Elle finit par conduire, en juillet 2017, à son éviction de la présidence de la radio. L'élection est cependant annulée en mars 2018[réf. nécessaire].
En février 2018, il est condamné à 3 000 euros d'amende, à nouveau pour « contestation de crime contre l'humanité », pour avoir déclaré que la rafle du Vélodrome d'Hiver était « un épisode mineur de la déportation, qui est elle-même un épisode mineur de la Seconde Guerre mondiale », ainsi qu'à 3 000 euros pour « injures publiques » (à caractère racial à l'égard d'Alicia Aylies, miss Guyane, élue miss France 2017,, ainsi que pour des propos jugés transphobes).

###### Polémiques et notoriété sur Internet
Dans les mois qui suivent son annonce de candidature, il continue de multiplier les déclarations provocatrices : fin avril 2016, il poste sur Twitter un commentaire dans lequel il se dit « émerveillé par la longévité des « rescapés de la Choah » », et se demande s'ils ont « vécu les horreurs qu'ils ont racontées ». Il appuie ses propos en évoquant la « plantureuse Simone Veil » qui, à 88 ans, « va bien », et en dénonçant « la religion de la Choah ». Cette publication entraîne un nouveau tollé médiatique. L'Express le qualifie notamment de « multirécidiviste de la haine », et Le Parisien de « candidat carrément raciste » qui multiplie les « propositions hallucinantes susceptibles de tomber sous le coup de la loi ». Lui-même se dit raciste « dans le bon sens du terme, sans haine et sans reproche, comme de Gaulle »,,. L'Union des étudiants juifs de France (UEJF) dépose plainte contre lui et, à la suite d'un nouveau signalement de la LICRA, une enquête est ouverte contre lui par le parquet de Paris.
Ses propos extrémistes suscitent la controverse jusqu'au sein de Radio Courtoisie et chez ses compagnons de route comme Martial Bild ou Jean-Yves Le Gallou. Bernard Antony, notamment, déclare : « Il n'y a plus rien de rationnel chez Lesquen. Il est obsessionnellement antisémite ». Un ancien collaborateur de Radio Courtoisie avance que le mariage de sa fille aînée avec un Juif aurait été « l'élément déclencheur » de ses saillies antisémites.
Fin avril, une pétition lancée sur change.org contre sa candidature recueille 60 000 signatures. Mi-mai 2016, dans le cadre de la polémique autour de l'organisation d'un concert de rap en marge de la célébration du centenaire de la bataille de Verdun, il propose de « réémigrer Black M — avec d'autres — dans le bassin du Congo »,.
Le 31 mai 2016, son compte Twitter est suspendu en France, à la suite d'un message dans lequel il évoquait « le génocide des 30 millions de Slaves exterminés par les chefs bolcheviks, en majorité juifs ». L'Obs souligne qu'il s'agit là d'une « première en France » pour un « responsable politique », à l'exception d'une mésaventure similaire subie en 2009 par Frédéric Lefebvre. Il crée un nouveau compte dans les heures qui suivent.
En réponse aux propos d'Henry de Lesquen, Kery James sort en septembre, dans son album Mouhammad Alix, un morceau intitulé Musique nègre, sur lequel il est accompagné de Lino et Youssoupha, ainsi que de divers autres rappeurs dans le clip de la chanson.
Dans le contexte de sa candidature, Henry de Lesquen est interrogé par Lucien Jean-Baptiste pour un documentaire sur le racisme, retransmis sur Planète +. Avant la diffusion du film le 3 octobre, la chaîne publie sur internet un extrait de l'entretien, où Henry de Lesquen revient sur son souhait d'interdire la « musique nègre » dans les médias publics et sur son concept de « réémigration », tout en assurant qu'un test ADN lui a permis de s'assurer qu'il n'avait « pas de sang congoïde ». La vidéo devient virale sur la toile, où elle entraîne de vives réactions, et « Henry de Lesquen » devient pour quelques heures l'un des mots-clés les plus partagés sur Twitter.
Début 2016, la Ligue internationale contre le racisme et l'antisémitisme (LICRA) signale à la justice des textes de son site de campagne consacrés à la « vérité sur les races humaines », « la lutte des races » et « la question raciale », ce qui lui vaut, en mars, d'être astreint à effectuer un stage de citoyenneté de deux jours au mémorial de la Shoah, stage qu'il dit avoir « bousillé ».
En décembre 2016, à la suite de plusieurs signalements de propos racistes, le CSA engage une procédure de sanction envers le Libre journal d'Henry de Lesquen, ainsi qu'envers la radio.
En mai 2017, un article des Inrockuptibles décrit Henry de Lesquen comme un nouvel « emblème des jeunes d'extrême droite sur internet » qui, ayant « très vite compris le rôle du numérique dans la diffusion de ses idées », a réussi à devenir une « usine à mèmes » sur les réseaux sociaux. Peu après la publication de cet article, ses comptes Twitter sont à nouveau censurés. Toujours en 2017, à la mort de Simone Veil, il qualifie l'ancienne ministre d'« ordure cosmopolite, anticatholique et antifrançaise », « responsable de la choah des enfants français ».
À partir de novembre 2017, il propose en s'inspirant du mythe de Candaule, de traduire par « candaule » la notion de « cuckservative », propulsée par l'alt-right américaine. Il s'en explique dans une vidéo en février 2018, où il avance qu'il faut distinguer les « vrai[s] homme[s] de droite », qui sont « contre les lois antiracistes » et « pour la réémigration », des candaules, les « tocards de la droite » qu'il faut « démolir ». Ce terme est dès lors utilisé « à foison » par « de nombreux internautes identitaires », notamment contre les responsables du Front national, considérés comme trop craintifs.
Le 7 mars 2020, il déclare lors d'une réunion publique rassemblant une soixantaine de personnes en Suisse : « Il y a pire que le coronavirus : le judéovirus ».
En 2021, il signe la pétition de soutien au militant Hervé Ryssen, condamné pour antisémitisme et négationnisme.

## Ouvrages
- Dir., La Politique du vivant, Paris, Éditions Albin Michel, 1978 (réimpr. 1999), 313 p. (ISBN 2-226-00756-3)  — traduit en espagnol.
- Qu'est-ce que la nation ?, Paris, Club de l'horloge, coll. « Études et documents du Club de l'horloge », 1989, 32 p. (ISBN 2-908046-08-3, lire en ligne).
- Le Socialisme et le péché originel, Paris, Club de l'horloge, 1989 (réimpr. 1990), 38 p. (ISBN 2-908046-16-4, lire en ligne)  — traduit en roumain.
- Dir., Penser l'antiracisme, Paris, Godefroy de Bouillon, 1999, 228 p. (ISBN 2-84191-090-3, présentation en ligne).
- Dir., Le Club de l'horloge : trente ans de combat pour les idées politiques, 1974-2004, Paris, Club de l'horloge, 2004, 239 p. (SUDOC 18898447X).